# هویتن
هویتن (به آلمانی: Heuthen) یک شهر در آلمان است که در آیشسفلد واقع شده‌است. هویتن ۷۹۲ نفر جمعیت دارد.